# Sint-Bonifatiuskerk (Berlijn)
De Sint-Bonifatiuskerk (Duits: Sankt Bonifatiuskirche) is een katholieke parochiekerk in het Berlijner stadsdeel Kreuzberg. De kerk werd in de jaren 1906-1907 naar het ontwerp van Max Hasak in neogotische stijl samen met woonhuizen gebouwd.

## Locatie
De kerk is gelegen aan de Yorckstraße in het stadsdeel Kreuzberg, Berlijn.

## Geschiedenis
In het laatste kwart van de 19e eeuw was het aantal katholieke inwoners parallel aan de algemene bevolkingsgroei in Kreuzberg met sprongen gestegen. Nadat in de jaren 1890 in de Berlijner agglomeratie reeds acht grote katholieke kerken waren gebouwd, werd er door de kerkleiding een bouwstop ingevoerd. De in 1894 opgerichte en intussen 13.000 parochianen tellende Sint-Bonifatiusparochie beschikte echter over een veel te klein gebouw. In 1901 richtte de toenmalige pastoor Schlenke eigenmachtig een bouwvereniging op. Het lukte de pastoor binnen enkele jaren een financieel verantwoorde basis te leggen voor nieuwbouw. Er werd een stuk grond aan de Yorckstraße gekocht. Op de feestdag van Bonifatius vond in 1906 de eerstesteenlegging plaats en al het jaar daarop kon de nieuwe kerk worden ingewijd. Aan beide zijden van de kerk werden blokken huurappartementen toegevoegd, die voor een langdurig inkomen zorgden om de schuldenlast af te lossen.
In de jaren daarna werd er gewerkt aan het interieur. In 1927 werden gebrandschilderde glazen geplaatst.
De Sint-Bonifatiuskerk werd in de Tweede Wereldoorlog niet vernietigd, maar brandde wel volledig uit. Direct na de oorlog, in 1946, werd de kerk provisorisch hersteld in weer in gebruik genomen. Het huidige interieur werd in 1966 door Paul Brandenburg vervaardigd.
De Bonifatiusparochie probeert zich in een wijk met een ingrijpend gewijzigde bevolkingssamenstelling staande te houden, maar moest recent wel de dochterkerk Sint-Agnes afstoten. De parochie fuseerde samen met de parochie van de Sint-Johannesbasiliek tot een grotere Bonifatiusparochie. In de jaren 2004-2006 werd de kerk gerestaureerd en vanaf 2006 werd het dak van de kerk gerenoveerd.

## Omschrijving gebouw
De Sint-Bonifatiuskerk is een voorbeeld van het late historisme, waarbij reeds naar nieuwe vormen van architectuur werd gezocht. De gevel van de kerk met de twee torens doet herinneren aan de baksteengotiek, maar zijn in zakelijker vorm uitgevoerd. Het kerkschip wordt overspannen door stergewelven. Door de oorlogsschade is het interieur eenvoudig; alle beschilderingen, ornamenten en ook de gebrandschilderde ramen zijn verdwenen. Het monumentale altaar, de ambo, het tabernakel, het doopvont en het griekse triomfkruis zijn vervaardigd door Paul Brandenburg in de jaren 60. De in blauw uitgevoerde beschildering achter het altaar werd in 1969 aangebracht door de kunstenaar Fred Thieler.

## Afbeeldingen

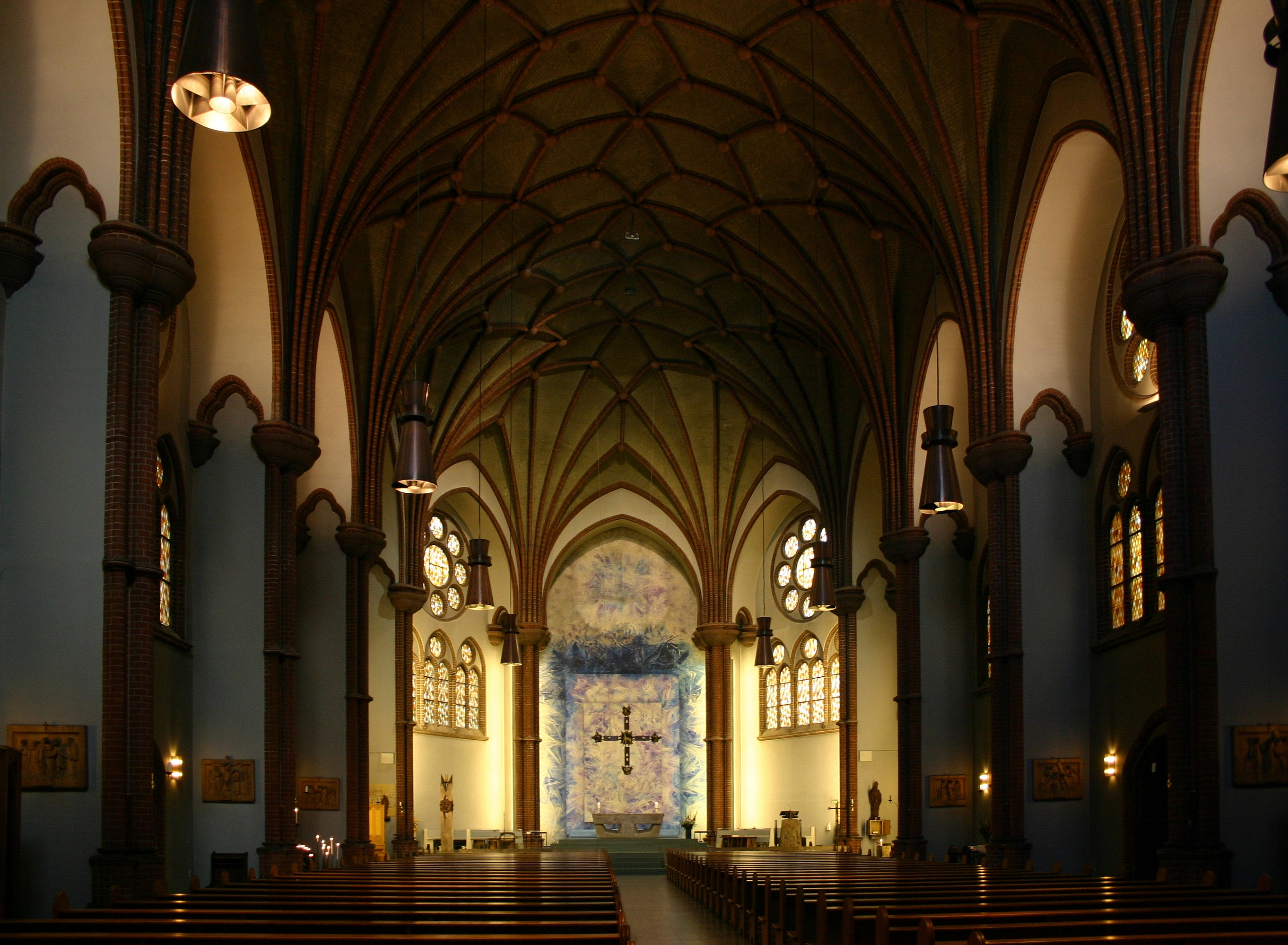
Interieur
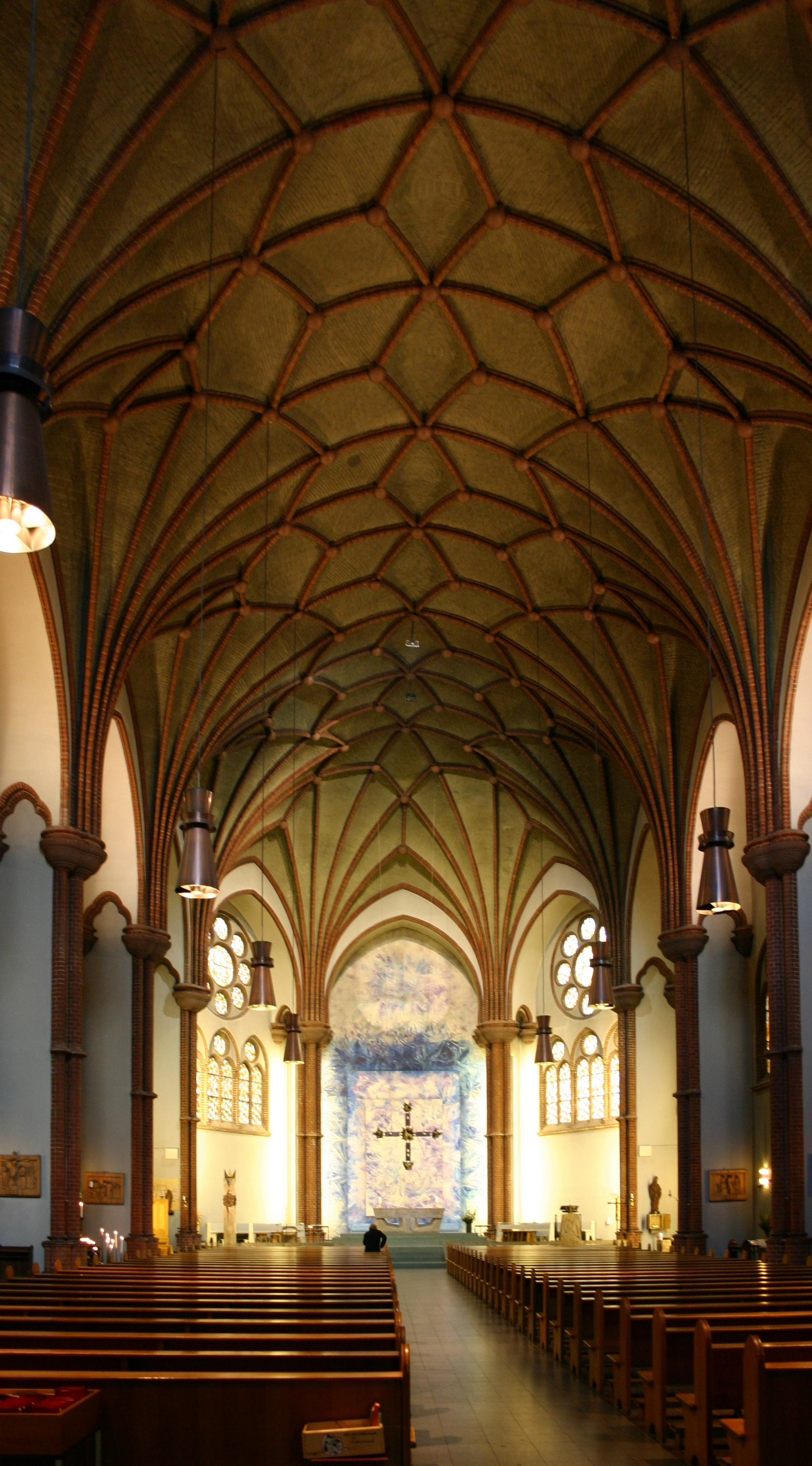
Stergewelven